# Eddie Krnčević
Edward »Eddie« Krnčević, avstralski nogometaš in trener, * 14. avgust 1960, Geelong, Avstralija.
Igral je za naslednje klube: Dinamo Zagreb, MSV Duisburg, Cercle Brugge, R. Charleroi S.C., R.S.C. Anderlecht, R.F.C. de Liège in K.S.C. Eendracht Aalst. 